# 克里夫蘭縣 (北卡羅萊納州)
克里夫蘭縣（英語：Cleveland County）是美國北卡羅萊納州西南部的一個縣，南鄰南卡羅萊納州。面積1,214平方公里。根据美國2000年人口普查，共有人口96,287人。縣治謝爾比 (Shelby)。
成立於1841年，縣名來自美國獨立戰爭時期民兵領袖本傑明·克里夫蘭 (Benjamin Cleveland)。